# Ehemaliges Bürgerspital (Stockerau)

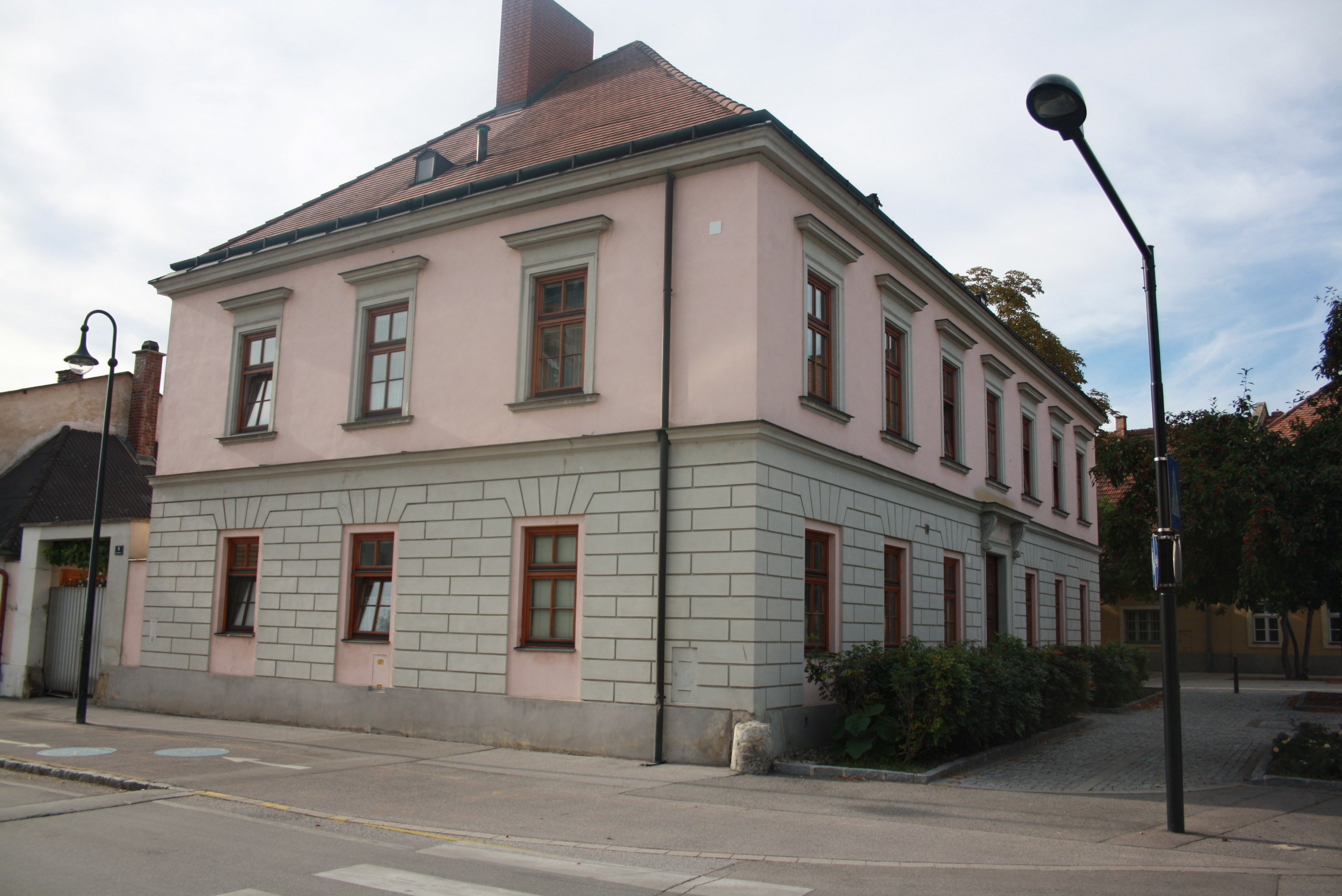
Ehemaliges Bürgerspital in Stockerau

Das ehemalige Bürgerspital in der Stadtgemeinde Stockerau in Niederösterreich wurde 1841 errichtet. Es liegt an der Adresse Brodschildstraße 9 und steht unter Denkmalschutz.

## Geschichte
Das Gebäude wurde 1841 als Bürgerspital errichtet. Von 1864 bis 1872 diente es als Gymnasium und Fortbildungsschule. In den Jahren von 1873 bis 1893 wurde es neuerlich als Bürgerspital genutzt. Heute ist es ein Wohnhaus.